# Erwin Kreyszig
Erwin Otto Kreyszig (Pirna, 6 de janeiro de 1922 — 12 de dezembro de 2008) foi um matemático teuto-canadense.
Foi professor de matemática na Universidade Carleton em Ottawa, Canadá. Pioneiro no campo da Matemática aplicada: Sistemas lineares. Foi também um destacado autor, tendo escrito o livro "Advanced Engineering Mathematics", muito utilizado nos cursos de graduação de engenharia civil, mecânica, elétrica e química.
Kreyszig obteve o doutorado em 1949 na Universidade Técnica de Darmstadt sobre orientação de Alwin Walther. Ele então continuou suas pesquisas nas Universidades de Tubinga e de Münster. Antes de entrar para a Universidade Carleton em 1984, esteve na Universidade Stanford (1954/55), Universidade de Ottawa (1955/56), Universidade Estadual de Ohio (1956-60, professor a partir de 1957) e completou sua habilitação na Universidade de Mogúncia. Em 1960 se tornou professor na Universidade de Tecnologia de Graz e organizou o Congresso de Matemática de 1964 em Graz. Trabalhou ainda na Universidade de Düsseldorf (1967-71) e na Universidade de Karlsruhe (1971-73). Entre 1973 e 1984 trabalhou na Universidade de Windsor e desde 1984 na Universidade Carleton. Foi agraciado com o título de Professor Pesquisador Destaque em 1991 em reconhecimento à sua carreira de pesquisa durante a qual publicou 176 papers em jornais de renome e 37 em congressos.
Kreyszig foi ainda administrador, desenvolvendo o Centro de Computação da Universidade de Graz e o Instituto de Matemática na Universidade de Düsseldorf. Em 1964 tirou licença de Graz para iniciar o doutorado em matemática na Texas A&M University.
Autor de 14 libros, incluindo "Advanced Engineering Mathematics" publicado em sua 10º edição em 2011, orientador de 104 mestrandos, 22 doutorandos e 12 pós doutorandos. Juntamente com seu filho fundou a Bolsa de Estudos Erwin e Herbert Kreyszig que ajuda a custear estudantes de graduação desde 2001.

## Obras
- Statistische Methoden und ihre Anwendungen, Vandenhoeck & Ruprecht, Göttingen, 1965.
- Introduction to Differential Geometry and Riemannian Geometry, University of Toronto Press, 1968.
- (com Kracht, Manfred): Methods of Complex Analysis in Partial Differential Equations with Applications, Wiley, 1988, ISBN 0471830917.
- Introductory Functional Analysis with Applications, Wiley, 1989, ISBN 0471504599.
- Differential Geometry, Dover, 1991, ISBN 0486667219.
- Advanced Engineering Mathematics, Wiley, 1988, sixth edition, ISBN 0471627879.